# Ready for the Weekend (chanson)
Singles de Calvin Harris
I'm Not Alone Flashback
(2009)
Pistes de Ready for the Weekend
The Rain Stars Come Out
Ready for the Weekend est une chanson de Calvin Harris. Le single est sorti le 9 août 2009.

## Liste des pistes
Royaume-Uni CD single et single iTunes,
1. Ready for the Weekend – 3:37
2. Ready for the Weekend (High Contrast Remix) – 5:42

 Royaume-Uni iTunes EP
1. Ready for the Weekend – 3:37
2. Ready for the Weekend (Fake Blood Remix) – 5:40
3. Ready for the Weekend (High Contrast Remix) – 5:42
4. Ready for the Weekend (Dave Spoon Remix) – 6:21
5. Ready for the Weekend (Dave Spoon Dub Remix) – 6:35

 Royaume-Uni 12" single
A1. Ready for the Weekend (Original Version) – 3:37
B1. Ready for the Weekend (Dave Spoon Remix) – 6:21
B2. Ready for the Weekend (Fake Blood Remix) – 5:40

## Classement par pays
| Classement (2009)               | Meilleure position |
| ------------------------------- | ------------------ |
| Belgique Tip Chart (Flandre)    | 2                  |
| Belgique Tip Chart (Wallonie)   | 7                  |
| Europe Hot 100 Singles          | 11                 |
| Irlande Singles Chart           | 9                  |
| JaponHot 100                    | 97                 |
| Royaume-Uni Singles Chart       | 3                  |
| Royaume-Uni Dance Singles Chart | 1                  |

### Classement de fin d'année
| Classement (2009)         | Position |
| ------------------------- | -------- |
| Royaume-Uni Singles Chart | 98       |

## Historique de sortie
| Pays        | Date         | Label                             | Format                 |
| ----------- | ------------ | --------------------------------- | ---------------------- |
| Royaume-Uni | 9 août 2009  | Fly Eye Records, Columbia Records | Téléchargement digital |
| Royaume-Uni | 10 août 2009 | Fly Eye Records, Columbia Records | CD single, 12" single  |